# イスラエル文学
現代イスラエル文学（イスラエルぶんがく、ヘブライ語:ספרות ישראלית）は、東欧の知識人たちを祖とし、ヘブライ語によるユダヤ人の文学を中核とはするが、他民族・多言語による作品も含められる。また、ヘブライ語による文学（ヘブライ文学）には、イスラエルに住まない者の作品も多い。
東欧からの移民はロシア文学・ポーランド文学・ドイツ文学・ハンガリー文学・イディッシュ文学者を中核とし、多くの関連があるが、彼らの多くは母語をヘブライ語に切り替え、荒地や砂漠で灼熱・貧困・疫病・暴動と戦い、失敗・挫折を繰り返しながら、人工言語としての現代ヘブライ語を学び育て、作品を残した。またヨーロッパ文学の翻訳、ヨーロッパの言語からの翻訳も行われ、今も続いている。
建国前のパレスチナと、イスラエルの作家・著作家の一覧；
★=文献案内あり
- シュムエル・ヨセフ・アグノン
- アハド・ハアム
- アハロン・アッペルフェルド★
- イェフダ・アミハイ Yehudah Amichai - 詩人。
- アブラハム・B・イェホシュア
- アモス・オズ★
- ウーリー・オルレブ
- サイイド・カシューア（英語版）(パレスチナ系イスラエル人)
- オルリ・カステル＝ブルーム w:Orly Castel-Bloom
- ヨラム・カニュク w:Yoram Kaniuk
- カルドシュ・ジェルジ György Kardos
- エフライム・キション★
- ヨシュア・クナズ w:Yehoshua Kenaz
- ダヴィド・グロスマン（デイヴィッド・グロスマン）★
- エトガル・ケレット★
- アナトリー・シチャランスキー
- ナタン・シャハム w:Nathan Shaham
- アントン・シャンマース（英語版）(パレスチナ系イスラエル人)
- メイール・シャレブ w:Meir Sahlev
- ゲルショム・ショーレム★
- ベンヤミン・タンムーズ w:Benjamin Tammuz
- アルノルト・ツヴァイク★
- ダン・パギス
- エミール・ハビービー(パレスチナ系イスラエル人)
- ハイム・ナフマン・ビアリク - 国民詩人。
- アズミー・ビシャーラ(パレスチナ系イスラエル人)
- ヨッスル・ビルシュタイン w:Yossel Birstein
- マルティン・ブーバー★
- ヨセフ・ハイム・ブレンネル w:Joseph Hayyim Brenner
- マックス・ブロート
- ユダ・レオン・マグネス Judah Leon Magnes
- アターッラー・マンスール(パレスチナ系イスラエル人)
- サミー・ミハエル w:Sami Michael
- アハロン・メゲド w:Aharon Megged

- エルゼ・ラスカー＝シューラー - 表現主義の代表者の一人。
- シュラミット・ラピッド
- サヴィヨン・リーブレヒト

## 関連文献
- 赤尾光春「シオニスト的ユートピア小説の系譜と『他者』の不在」『ユダヤ学会議』第6巻、ユダヤ学会議、2013年、55-78頁、2024年6月11日閲覧。
- 天野優「現代イスラエルのイラク系ユダヤ人作家 : サミー・ミハエルとその作品」『一神教世界』第6巻、同志社大学一神教学際研究センター、2015年3月、1-18頁、ISSN 21850380、2024年6月11日閲覧。
- 細田和江「イスラエルにおける少数派の文学言語─アラブ人作家アントン・シャンマースとサイイド・カシューアのヘブライ語選択─」『中央大学政策文化総合研究所年報』第17巻、中央大学政策文化総合研究所、2014年8月、43-58頁、ISSN 13442902、2024年6月11日閲覧。
- 細田和江「ヘブライ文学からイスラエル文学への系譜」『ユダヤ・イスラエル研究』第30巻、日本ユダヤ学会、2016年、47-61頁、2024年6月11日閲覧。
- 細田和江「Interview イスラエルにおけるパレスチナ表象の現在 ―文学、映画その他の文化表象から―」『トランスナショナル時代の人間と 「祖国」の関係性をめぐる人文学的、領域横断的研究』、プロジェクト・ワタン、2022年12月、1-40頁、2024年6月11日閲覧。
- サヴィヨン・リーブレヒト, ウーリー・オルレブ他 著、母袋夏生 訳『砂漠の林檎　イスラエル短編傑作選』河出書房新社、2023年。